# (201372) Sheldon
(201372) Sheldon est un astéroïde de la ceinture principale.

## Description
(201372) Sheldon est un astéroïde de la ceinture principale. Il fut découvert le 10 octobre 2002 à l'observatoire d'Apache Point par le programme Sloan Digital Sky Survey. Il présente une orbite caractérisée par un demi-grand axe de 3,09 UA, une excentricité de 0,16 et une inclinaison de 16,9° par rapport à l'écliptique.

## Compléments